# Eleuterio Flores
Florindo Eleuterio Flores Hala, conocido como "Camarada Artemio", (Santa Isabel de Siguas, Arequipa, 8 de septiembre de 1961) es un terrorista y narcotraficante peruano. Fue uno de los dirigentes de la organización maoísta Sendero Luminoso siendo el líder de la Facción del Alto Huallaga. Último miembro del comité central histórico senderista, comandó las acciones en el Alto Huallaga, uno de los valles cocaleros más grandes del Perú, hasta que fue capturado el 11 de febrero de 2012 en la Operación Crepúsculo. En junio del año siguiente fue condenado a cadena perpetua.

## Biografía

### Primeras acciones
Miembro de Sendero Luminoso, Flores Hala se encargó del cobro de cupos y el control de las pistas de aterrizaje de las avionetas que transportaban droga, entregando el dinero recaudado a Abimael Guzmán. Era conocido en el Comité Central de la organización subversiva como "Pepe". En 1989, participó en el asesinato del periodista estadounidense Todd Smith en Uchiza.

### Tras la captura de Guzmán
En 1993, tras la difusión pública de los "acuerdos de paz", planteada por Guzmán, la organización terrorista se divide en dos facciones. Una afín a los acuerdos y otra que proclama proseguir la acción armada. "Artemio" se une inicialmente a la facción proseguir (Sendero Rojo) pero luego acepta la estrategia de Guzmán de los "acuerdos de paz". Posteriormente, "Artemio" aceptaría la nueva estrategia de Guzmán denominada "solución política".

### Reanudando las acciones subversivas
En el año 2004, "Artemio", al mando de Sendero Luminoso del Alto Huallaga, reanuda sus acciones subversivas haciendo de su organización una facción dedicada a la propaganda armada para presionar por la liberación de Abimael Guzmán. Los subversivos al mando de "Artemio" atacaron las comunidades de Puente Chino (2004), Pumahuasi (febrero del 2005), Santa Cruz (julio del 2005) y Angasyacu (diciembre del 2005).
El 26 de septiembre de 2006, durante una entrevista que el grupo periodístico del programa televisivo peruano Panorama le hizo en la selva peruana, Artemio demandó que el gobierno amnistiara a los miembros de Sendero Luminoso que se encontraran presos y pidió iniciar conversaciones de paz. Pero las cosas no se desarrollaron como Artemio pedía: días después del reportaje, en el que aparecieron 50 militantes senderistas enmascarados, la Policía Nacional allanó la localidad donde este había dado la entrevista y arrestó a algunos miembros de la organización; Sendero, por su parte, continuó con las emboscadas a las fuerzas del orden atacando Tocache en junio del 2007. En respuesta a las emboscadas, se formó el Frente Policial Huallaga (en reemplazo de los frentes militares de antaño). Gracias a este reforma, se consiguió asestar duros golpes a Sendero Luminoso —particularmente, se abatió o capturó a los principales mandos del "camarada Artemio", entre ellos a Juan Laguna Domínguez, alias "camarada Piero" (18 de mayo de 2005); Héctor Ponte Sinarahua, alias "camarada Clay" (19 de mayo de 2006); a Mario Epifanio Espíritu Acosta, alias "camarada JL" (27 de noviembre de 2007); a Atilio Richard Cahuana Yuyali, alias "camarada Julián" (quien había sido excarcelado); a Víctor Raúl Vásquez Santa Cruz, alias "camarada Rubén" (20 de mayo de 2010) y a Eudonia Zeballos Blas, alias "Karina", jefa de comunicaciones—, quedando la facción de "Artemio" debilitada.

### Financiando la creación del MOVADEF
En el año 2008, "Artemio" financió la creación del MOVADEF. Para tal fin, entregó el dinero a Alfredo Crespo y Manuel Fajardo para "solventar los gastos que demandarían la inscripción del MOVADEF" en el Jurado Nacional de Elecciones (JNE). La creación del MOVADEF se dio en el marco de la nueva estrategia de Guzmán denominada "amnistía general".

## Identidad del "camarada Artemio"
Aunque desde 2004 se contaba con un registro fotográfico del camarada Artemio —cuando él logró adquirir un documento de identidad con el nombre falso de "José Flores León"—, no fue hasta seis años después que se logró determinar quién era en realidad.
El 14 de julio de 2010, el periodista de investigación Óscar Castilla del diario El Comercio de Lima logró identificar al "camarada Artemio" como Florindo Eleuterio Flores Hala, entonces de 48 años de edad, el segundo de 8 hermanos, natural de Santa Isabel de Siguas, Arequipa. Además, se reveló que fue miembro del Ejército antes de irse al Alto Huallaga para integrar las filas de la organización terrorista en 1984. Castilla lo identificó precisamente gracias a las fotos de su registro en el Ejército de fines de los setenta.
El "camarada Artemio" era el último integrante en libertad del comité central histórico de Sendero Luminoso, por quien el gobierno peruano había ofrecido una recompensa de 1 millón de soles y el gobierno estadounidense, de 5 millones de dólares. La policía, enterada de que se desplazaba en distintos caseríos del Alto Huallaga (selva del Huánuco y el San Martín) estaba tras sus pasos y había logrado capturar a varios de sus mandos militares como el "camarada Izula", Edgar Mejía Ascencio, que cayó en octubre de 2010 en el caserío de la Morada, Huallaga.
Durante 28 años mantuvo su verdadera identidad en secreto, haciéndose llamar Ciro Chamorro, Gabriel Macario Ala, Gróver Tapullima, Régulo Sánchez Pérez, Filomeno Cerrón, Negro, Pepe, Artemio y José Flores León. Luego utilizó el apelativo de Gabriel Macario Alá.

## Captura
El 9 de febrero de 2012 se dio inicio a la Operación Crepúsculo donde quedó herido el "camarada Artemio", siendo capturado días después. En el momento de su captura, se encontró documentación referida a la Nueva Facción Roja (NFR), detallando que se trasladaba de Lima a Ayacucho. Su captura fue informada al día siguiente por la Primera dama Nadine Heredia y luego confirmado por el presidente Ollanta Humala, quien se desplazó a Santa Lucía para conocer los detalles de la operación. “Esto nos permite hoy decirle al país que hemos derrotado a la delincuencia terrorista en el Alto Huallaga capturando con vida a Artemio, quien viene siendo atendido de sus heridas”, declaró Humala a TV Perú, quien agregó “Sendero Luminoso no es una amenaza al país, son remanentes armados que han estado causando zozobra, hemos eliminado la cabeza de este remanente y todos los mandos importantes y principales están también capturados”.
Existen sospechas de que la caída de Artemio —por cuya cabeza habían prometido jugosas recompensas: una del Perú (1 millón de soles) y otra de Estados Unidos (US$5 millones)— haya sido producto de una traición. “La recompensa introduce el factor sospecha en el grupo, todos se miran con desconfianza; es un factor psicológico, crea un clima de incertidumbre muy importante que los obliga a reducir su ámbito de lealtades, a tomar más precauciones, a cometer más errores y cuando se van debilitando algunos toman otro camino y ocurre lo que ha pasado ahora, terminan traicionando a su cabecilla”, opinó después de la captura del subversivo el especialista en temas de terrorismo Carlos Basombrío.
A principios de junio de 2013, Artemio, que había declarado en el juicio en su contra que prefería la muerte a pasar el resto de sus días en la cárcel, fue condenado a cadena perpetua (en Perú no existe la pena de muerte) después de haber sido encontrado "culpable por los delitos de terrorismo agravado, narcotráfico y lavado de dinero". Su abogado Alfredo Crespo - líder del Movimiento por la Amnistía y los Derechos Fundamentales (MOVADEF) - declaró que apelará la sentencia y presentó un recurso de nulidad.